# Norwegische Wespe
Die Norwegische Wespe (Dolichovespula norwegica) ist eine Art der Echten Wespen (Sozialen Faltenwespen) in der Ordnung der Hautflügler.

## Vorkommen
Sie ist in ganz Mitteleuropa zu finden, ist aber in bergigen Regionen häufiger. Aus dem nordwestdeutschen Flachland gibt es kaum Fundmeldungen. Typische Lebensräume sind Berg- und Gebirgswälder, wahrscheinlich ist die Art feuchtigkeitsliebend. Sie lebt oft in Holzstapeln, dichtem Gebüsch, oder an Waldrändern mit dichten Hochstauden; selten in Menschennähe. 

## Merkmale
Die Norwegische Wespe hat eine für Faltenwespen typische, schwarz-gelbe Warnfärbung. Die ersten beiden Hinterleibssegmente sind – ähnlich wie bei der Hornisse – rötlich gefärbt. Die Königin wird 15–19 mm, die Arbeiterinnen 12–15 mm und die Drohnen 14–16 mm lang. Die Zeichnung am Kopfschild erinnert an eine Speerspitze.

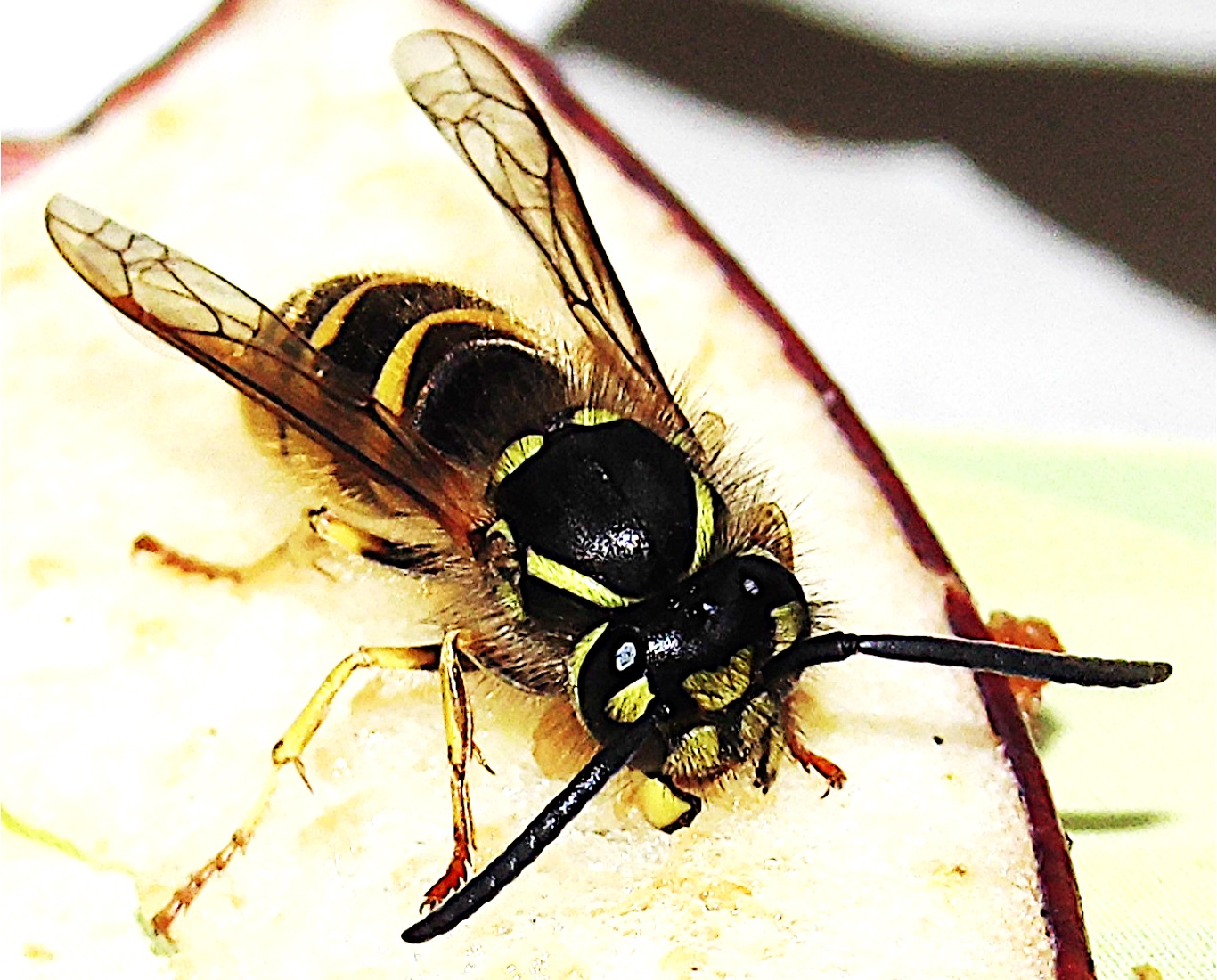
Norwegische Wespe frisst

## Ernährung
Arbeiterinnen ernähren sich hauptsächlich vom kohlenhydrathaltigen Nektar der Doldenblütler und dem Honigtau der Blattläuse. Zur Aufzucht der Brut werden tierische Proteine benötigt, was über erbeutete Insekten geschieht, insbesondere verschiedene Fliegenarten, Stechmücken eingeschlossen.

## Nest
Das Nest ist graugelb, maximale Größe ist die eines Fußballes. Es wird aus gesundem oder leicht verwittertem Holz in Bodennähe zwischen Gras und Wurzeln oder freihängend im Gebüsch gebaut. Es hat keine Lufttaschen und die Wabenränder sind aufwärts gebogen. Im Durchschnitt besiedeln etwa 200–300 Tiere das Nest.

## Lebenszyklus
Man findet nestsuchende Königinnen ab Mitte / Ende April. Erste Arbeiterinnen erscheinen ab etwa Ende Mai. Der Lebenszyklus ist kurz und endet etwa Anfang / Mitte September. 